# Gulmima

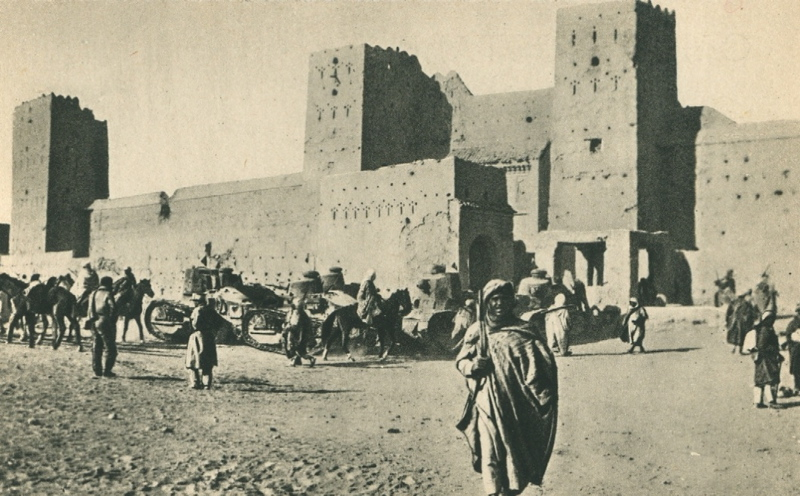
Fotografia da década de 1930 mostrando o exército francês na entrada do Ksar Gulmima

Gulmima (em francês: Goulmima; em berbere: Iguelmimene; em árabe: كلميمة) é uma vila de Marrocos, que faz parte da província de Errachidia e da região de Meknès-Tafilalet. Em 2004, a comuna da qual é sede tinha 16 593 habitantes e estimava-se que em 2012 tivesse 18 737 habitantes.
É uma povoação muito tipicamente berbere, perto do sopé do Alto Atlas, situada num oásis com um denso palmeiral de tamareiras, a meio caminho entre Errachidia (60 km a leste) e Tinghir (77 km a oeste), 442 km a leste de Marraquexe e 400 km a sul de Fez. A agricultura no oásis é possível graças ao uádi Ghéris, que nasce no centro do Alto Atlas. As principais produções agrícolas são tâmaras e açúcar. À semelhança doutras localidades do Tafilalet, nasceu como uma aldeia fortificada (ksar, alcácer ou, em berbere, ighrem) e atualmente ainda há cerca de 20 alcáceres (plural de ksar), espalhados pelo oásis, dos quais o mais importante é o Ighrem n'Igoulmimen (Alcácer de Gulmima), que além de local histórico, ainda é a habitação de algumas centenas de pessoas — há 373 habitações dentro do alcácer. O Alcácer de Gulmima é atravessado por um canal do Gueris.

## Udayn n Acur
Também conhecida como Bu Ukeffus, Udayen n Σacur ou Udayn n Âachour, que significa "Judeu de Ashura", é uma festa que tem lugar no que era a mellah (judiaria Tizi-n-Imnayen, que tem raízes nas antigas tradições judeu-berberes, embora atualmente seja comemorada pelos muçulmanos, pois os judeus abandonaram a área há várias décadas. É uma espécie de carnaval, com os jovens a mascararem-se e desfilarem pelas ruas, dançando e tocando ao som de tambores e flautas e cantando canções judias em língua berbere. Na festa participam tanto homens como mulheres, embora só os homens se mascarem.  Um ingrediente essencial do Udayn n Acur é uma refeição comunal ao livre, com um couscous especial, feito com carne seca.
O festival é visto por alguns ativistas berberes como uma manifestação de resistência berbere contra o que chamam a arabização promovida por imãs muçulmanos fundamentalista. Durante a festa não é raro ouvirem-se slogans contra o governo e clamando pelos direitos dos berberes e uma parte das representações festivas mais ou menos espontâneas exprimem reivindicações e versam assuntos da atualidade. Por vezes os protestos atingem um tom amargo e a beirar a violência.